# 168 Óra
A 168 Óra 1989-ben alapított magyar közéleti hetilap. A nyomtatott lap megjelenését 2022. augusztus 26-án felfüggesztették.

## Története
A lap előzménye a Magyar Rádió azonos nevű, 1971-től kezdve szombatonként délután 16 órakor jelentkező másfél órás, valamint vasárnaponként reggel 6 és fél 9 óra között sugárzott belpolitikai magazinműsora volt, amelyeket Mester Ákos és Bölcs István szerkesztett. Az 1989-ben alapított hetilap eredetileg e műsorokban elhangzottak szerkesztett változatait közölte. 1991-ben Joseph Pulitzer-emlékdíjjal tüntették ki a lap szerkesztőségét. 2015 októberében a lapot megjelentető Telegráf Kiadó Kft. nevű cégben többségi tulajdont szerzett a Brit Média Befektetési Kft.
2018. március 21-én a nemzetközi antirasszista napon a Magyar Ellenállók és Antifasiszták Szövetsége Radnóti Miklós antirasszista díjat adományozott a 168 Óra szerkesztőségének.
2020. szeptember 2-án elbocsátották Rózsa Péter főszerkesztőt arra hivatkozva, hogy olyan fotót közölt a hetilapban, amelyen Orbán Viktor fiatalkorú gyermeke is látható, ami Milkovics Pál, a lapot kiadó cégcsoport vezérigazgatója szerint morálisan aggályos. Az új főszerkesztő Makai József lett, aki azelőtt a Pesti Hírlap munkatársa volt.
2022. április 30-án a Média1 hírportálon bejelentették, hogy a tulajdonosi jogokat gyakorló Milkovics Pál a 15 fős szerkesztőséget elbocsátja, és ehhez kapcsolódóan a főszerkesztő Makai József is felmondott. A lap átszervezését költségcsökkentéssel és a működés optimalizációjával indokolták. Működését a továbbiakban külsős szerzőktől és szabadúszóktól rendelt anyagokkal szeretnék biztosítani.
A lapnak 2002-ben 58 000, 2009-ben 36 371, 2010-ben 21 000, 2013-ban 17 746, 2015-ben 14 321 eladott példányszáma volt. 2020 harmadik negyedévében már csak 6630, míg egy évvel később 4105 példányt tudtak eladni. 2022 márciusában a Magyar Terjesztés-ellenőrzési Szövetség (MATESZ) bejelentette, hogy az alacsony példányszám miatt a továbbiakban nem méri a példányszámok alakulást.
A 168 Óra hetilap megjelenését 2022. augusztus 26-án bizonytalan időre felfüggesztették.

## Munkatársak
- Megbízott főszerkesztő: Makai József
- Hírigazgató: Trencséni Dávid
- Vezető szerkesztő: Tálos Lőrinc
- Szerkesztők: Bánhidi Emese, Pásztor Csaba, Németh Anna
- Munkatársak: Cserdi Dóra, Lányi Örs, Nagy Cintia, Pelva Csenge, Péter Alvarez
- Képszerkesztők és fotóriporterek: Dimény András, Karancsi Rudolf, Pozsonyi Roland
- Művészeti vezető: Zimmermann Zsolt
- Marketing: Simon Zsuzsa
- Kiadó vezető: Grünzweig Gábor

A szerkesztőség Budapesten, a Szépvölgyi út 35-37. szám alatt működik.

## Főszerkesztők
- Mester Ákos (1989 – 2016. április 1.)
- Tóth Ákos (2016. április 1. – 2019. szeptember 30.)[10]
- Rózsa Péter (2019. október 1. – 2020. szeptember 1.)[11][12]
- Makai József (mb. 2020. szeptember 2. – 2022. április)
- Szombathy Pál (2022. július 4.[13] – 2023. április [14])
- Pásztor Csaba (mb.)
- Csanádi Dávid

## Külső hivatkozások
- A 168 Óra online változata